# Olympische Sommerspiele 2016/Rudern – Zweier ohne Steuerfrau
Der Ruderwettbewerb im Zweier ohne Steuerfrau im Rahmen der Ruderregatta der Olympischen Sommerspiele 2016 in Rio de Janeiro wurde vom 7. bis 12. August 2016 in der Lagune Rodrigo de Freitas ausgetragen. 30 Athletinnen in 15 Mannschaften traten an.
Der Wettbewerb, der über die olympische Ruderdistanz von 2000 Metern ausgetragen wurde, begann mit drei Vorläufen mit jeweils fünf Mannschaften. Die jeweils erst-, zweit- und drittplatzierten Mannschaften der Vorläufe qualifizierten sich direkt für das Halbfinale, während die verbleibenden sechs Mannschaften in den Hoffnungslauf mussten. Hier qualifizierten sich noch einmal die ersten drei Teams für das Halbfinale und die drei letztplatzierten Boote für das C-Finale um Platz 13 bis 15. In den beiden Läufen des Halbfinals qualifizierten sich jeweils die drei erstplatzierten Mannschaften für das Finale, während die viert- bis sechstplatzierten im B-Finale um Platz 7 bis 12 ruderten. Im Finale am 12. August kämpften sechs Mannschaften um olympische Medaillen.
Die jeweils für die nächste Runde qualifizierten Mannschaften sind hellgrün unterlegt.
Die favorisierten Britinnen Helen Glover und Heather Stanning, mehrfache Weltmeister und Titelverteidiger aus London, gewannen den Wettbewerb vor den routinierten Ruderinnen Genevieve Behrent und Rebecca Scown aus Neuseeland. Als drittplatzierte Mannschaft überquerten Anne Dsane Andersen und Hedvig Lærke Rasmussen aus Dänemark die Ziellinie.

## Titelträger und Ausgangslage
| Olympiasieger (London 2012)                | Vereinigtes Königreich Helen Glover, Heather Stanning |
| Weltmeister (Aiguebelette 2015)            | Vereinigtes Königreich Helen Glover, Heather Stanning |
| Europameister (Brandenburg 2016)           | Vereinigtes Königreich Helen Glover, Heather Stanning |
| Weltbestzeit (6:50,61 min, Amsterdam 2014) | Vereinigtes Königreich Helen Glover, Heather Stanning |

## Teilnehmer
| Qualifikation                | Nation                 | Mannschaft                                 |
| ---------------------------- | ---------------------- | ------------------------------------------ |
| Weltmeisterschaften 2015     | Vereinigtes Königreich | Helen Glover Heather Stanning              |
| Weltmeisterschaften 2015     | Neuseeland             | Genevieve Behrent Rebecca Scown            |
| Weltmeisterschaften 2015     | Vereinigte Staaten     | Grace Luczak Felice Mueller                |
| Weltmeisterschaften 2015     | Dänemark               | Anne Dsane Andersen Hedvig Lærke Rasmussen |
| Weltmeisterschaften 2015     | Südafrika              | Kate Christowitz Lee-Ann Persse            |
| Weltmeisterschaften 2015     | Kanada                 | Jennifer Martins Nicole Hare               |
| Weltmeisterschaften 2015     | Rumänien               | Mădălina Bereș Laura Oprea                 |
| Weltmeisterschaften 2015     | Deutschland            | Kerstin Hartmann Kathrin Marchand          |
| Weltmeisterschaften 2015     | Niederlande            | Aletta Jorritsma Karien Robbers            |
| Weltmeisterschaften 2015     | Frankreich             | Noémie Kober Marie Le Nepvou               |
| Weltmeisterschaften 2015     | Belarus                | Alnea Furman Ina Nikulina                  |
| Internationale Qualifikation | Spanien                | Anna Boada Aina Cid                        |
| Internationale Qualifikation | Volksrepublik China    | Zhang Min Miao Tian                        |
| Internationale Qualifikation | Italien                | Alessandra Patelli Sara Bertolasi          |
| Internationale Qualifikation | Polen                  | Anna Wierzbowska Maria Wierzbowska         |

Im rumänischen Zweier wurde die gemeldete Ruderin Elena Lavinia Târlea bereits vor dem Vorlauf durch Mădălina Bereș ersetzt. Bereș startete auch im Achter, in dem die einzige rumänische Ersatzruderin Iuliana Popa bereits den Platz der gesperrten Irina Dorneanu einnehmen musste. Gemeinsam mit Laura Oprea, die ebenfalls im Achter ruderte, war Bereș bereits in der Vergangenheit erfolgreich. Bei den Europameisterschaften 2016 gewann das Duo etwa eine Bronzemedaille. Târlea war als Ersatzfrau des rumänischen Teams ebenfalls in Rio de Janeiro.
Die Neuseeländerinnen Genevieve Behrent und Rebecca Scown starteten ebenfalls doppelt und ruderten auch im Achter mit.

## Vorläufe
geplant am Sonntag, 7. August 2016, verschoben auf Montag, 8. August 2016

### Vorlauf 1
| Platz | Boot           | Besatzung                                   | Zeit (min) | Qualifikation |
| ----- | -------------- | ------------------------------------------- | ---------- | ------------- |
| 1     | Großbritannien | Helen Glover, Heather Stanning              | 7:05,05    | Halbfinale    |
| 2     | Dänemark       | Anne Dsane Andersen, Hedvig Lærke Rasmussen | 7:05,28    | Halbfinale    |
| 3     | Deutschland    | Kerstin Hartmann, Kathrin Marchand          | 7:17,98    | Halbfinale    |
| 4     | Kanada         | Jennifer Martins, Nicole Hare               | 7:22,99    | Hoffnungslauf |
| 5     | Niederlande    | Aletta Jorritsma, Karien Robbers            | 7:23,10    | Hoffnungslauf |

### Vorlauf 2
| Platz | Boot       | Besatzung                        | Zeit (min) | Qualifikation |
| ----- | ---------- | -------------------------------- | ---------- | ------------- |
| 1     | Neuseeland | Genevieve Behrent, Rebecca Scown | 7:09,23    | Halbfinale    |
| 2     | Südafrika  | Kate Christowitz, Lee-Ann Persse | 7:11,29    | Halbfinale    |
| 3     | China      | Zhang Min, Miao Tian             | 7:15,66    | Halbfinale    |
| 4     | Frankreich | Noémie Kober, Marie Le Nepvou    | 7:26,28    | Hoffnungslauf |
| 5     | Belarus    | Alnea Furman, Ina Nikulina       | 7:35,23    | Hoffnungslauf |

### Vorlauf 3
| Platz | Boot               | Besatzung                           | Zeit (min) | Qualifikation |
| ----- | ------------------ | ----------------------------------- | ---------- | ------------- |
| 1     | Vereinigte Staaten | Grace Luczak, Felice Mueller        | 7:05,14    | Halbfinale    |
| 2     | Spanien            | Anna Boada, Aina Cid                | 7:12,00    | Halbfinale    |
| 3     | Polen              | Anna Wierzbowska, Maria Wierzbowska | 7:12,82    | Halbfinale    |
| 4     | Italien            | Alessandra Patelli, Sara Bertolasi  | 7:13,06    | Hoffnungslauf |
| 5     | Rumänien           | Mădălina Bereș, Laura Oprea         | 7:18,16    | Hoffnungslauf |

## Hoffnungslauf
geplant am Montag, 8. August 2016, verschoben auf Dienstag, 9. August 2016
| Platz | Boot        | Besatzung                          | Zeit (min) | Qualifikation |
| ----- | ----------- | ---------------------------------- | ---------- | ------------- |
| 1     | Rumänien    | Mădălina Bereș, Laura Oprea        | 7:55,25    | Halbfinale    |
| 2     | Italien     | Alessandra Patelli, Sara Bertolasi | 7:58,89    | Halbfinale    |
| 3     | Frankreich  | Noémie Kober, Marie Le Nepvou      | 7:59,44    | Halbfinale    |
| 4     | Kanada      | Jennifer Martins, Nicole Hare      | 8:01,09    | C-Finale      |
| 5     | Niederlande | Aletta Jorritsma, Karien Robbers   | 8:03,07    | C-Finale      |
| 6     | Belarus     | Alnea Furman, Ina Nikulina         | 8:07,16    | C-Finale      |

## Halbfinale
geplant am Mittwoch, 10. August 2016, verschoben auf Donnerstag, 11. August 2016

### Halbfinale 1
| Platz | Boot               | Besatzung                           | Zeit (min) | Qualifikation |
| ----- | ------------------ | ----------------------------------- | ---------- | ------------- |
| 1     | Großbritannien     | Helen Glover, Heather Stanning      | 7:18,69    | Finale        |
| 2     | Vereinigte Staaten | Grace Luczak, Felice Mueller        | 7:20,93    | Finale        |
| 3     | Südafrika          | Kate Christowitz, Lee-Ann Persse    | 7:24,03    | Finale        |
| 4     | Rumänien           | Mădălina Bereș, Laura Oprea         | 7:29,20    | B-Finale      |
| 5     | Polen              | Anna Wierzbowska, Maria Wierzbowska | 7:39,12    | B-Finale      |
| 6     | Italien            | Alessandra Patelli, Sara Bertolasi  | 7:45,44    | B-Finale      |

### Halbfinale 2
| Platz | Boot        | Besatzung                                   | Zeit (min) | Qualifikation |
| ----- | ----------- | ------------------------------------------- | ---------- | ------------- |
| 1     | Dänemark    | Anne Dsane Andersen, Hedvig Lærke Rasmussen | 7:27,56    | Finale        |
| 2     | Neuseeland  | Genevieve Behrent, Rebecca Scown            | 7:29,67    | Finale        |
| 3     | Spanien     | Anna Boada, Aina Cid                        | 7:30,79    | Finale        |
| 4     | China       | Zhang Min, Miao Tian                        | 7:30,90    | B-Finale      |
| 5     | Deutschland | Kerstin Hartmann, Kathrin Marchand          | 7:39,79    | B-Finale      |
| 6     | Frankreich  | Noémie Kober, Marie Le Nepvou               | 7:44,81    | B-Finale      |

## Finale
Freitag, 12. August 2016

Anmerkung: Ermittlung der Plätze 1 bis 6
| Platz | Boot               | Besatzung                                   | Zeit (min) |
| ----- | ------------------ | ------------------------------------------- | ---------- |
| 1     | Großbritannien     | Helen Glover, Heather Stanning              | 7:18,29    |
| 2     | Neuseeland         | Genevieve Behrent, Rebecca Scown            | 7:19,53    |
| 3     | Dänemark           | Anne Dsane Andersen, Hedvig Lærke Rasmussen | 7:20,71    |
| 4     | Vereinigte Staaten | Grace Luczak, Felice Mueller                | 7:24,77    |
| 5     | Südafrika          | Kate Christowitz, Lee-Ann Persse            | 7:28,50    |
| 6     | Spanien            | Anna Boada, Aina Cid                        | 7:35,22    |

### B-Finale
Anmerkung: Ermittlung der Plätze 7 bis 12
| Platz | Boot        | Besatzung                           | Zeit (min) |
| ----- | ----------- | ----------------------------------- | ---------- |
| 7     | China       | Zhang Min, Miao Tian                | 7:17,12    |
| 8     | Deutschland | Kerstin Hartmann, Kathrin Marchand  | 7:18,57    |
| 9     | Rumänien    | Mădălina Bereș, Laura Oprea         | 7:19,63    |
| 10    | Polen       | Anna Wierzbowska, Maria Wierzbowska | 7:21,53    |
| 11    | Italien     | Alessandra Patelli, Sara Bertolasi  | 7:24,51    |
| 12    | Frankreich  | Noémie Kober, Marie Le Nepvou       | 7:26,55    |

### C-Finale
Anmerkung: Ermittlung der Plätze 13 bis 15
| Platz | Boot        | Besatzung                        | Zeit (min) |
| ----- | ----------- | -------------------------------- | ---------- |
| 13    | Niederlande | Aletta Jorritsma, Karien Robbers | 8:23,61    |
| 14    | Kanada      | Jennifer Martins, Nicole Hare    | 8:26,03    |
| 15    | Belarus     | Alnea Furman, Ina Nikulina       | 8:32,54    |